# Stephanus Erici Jungo
Stephanus Erici Jungo, även Raumensis, född 1527 i Raumo, Finland, död 1617 i Västerås, var en finlandssvensk präst och riksdagsman.

## Biografi
Stephanus Erici var 1560 kyrkoherde i Arboga, 1576 förflyttades han till Västerås som poenitentiarius och samma år till Skerike socken. 1598 blev han kyrkoherde och kontraktsprost i Skultuna socken, men flyttade 1607 tillbaka till Västerås.
Stephanus Erici var fullmäktig för Västerås stift vid riksdagen 1566. Han undertecknade både Johan III:s mässordning och beslutet från Uppsala möte.